# Мија Алексић — бити глумац
Културни центар Горњи Милановац је у сарадњи са породицом Мије Алексића установио награду Мија Алексић - бити глумац, 2018. године, у знак сећања на Мију Алексића. 
Управни одбор Установе за културу, уметност и ваншколско образовање Културни центар Горњи Милановац донео је Одлуку о установљењу годишње награде Мија Алексић - бити глумац.
Награда се додељује глумцу као признање за изузетан допринос уметности глуме, а добитника награде предлажу досадашњи лауреати.

## Добитници
| Награда "Мија Алексић - бити глумац" |                  |
| Година                               | Добитник         |
| 2018.                                | Ненад Јездић     |
| 2019.                                | Небојша Дугалић  |
| 2020.                                | Гордан Кичић     |
| 2021.                                | Весна Тривалић   |
| 2022.                                | Олга Одановић    |
| 2023.                                | Бранимир Брстина |